# Il sol dell'avvenire
Il sol dell'avvenire is een Italiaans-Franse film uit 2023, geregisseerd en mede geschreven en geproduceerd door Nanni Moretti die zelf ook een hoofdrol speelt.

## Verhaal
Giovanni is een gerenommeerde regisseur die op het punt staat te beginnen met de opnames van een circusfilm die zich afspeelt in het Italië van de jaren 1950 en gebaseerd op het kortverhaal The Swimmer van John Cheever. De voorbereidingen lopen echter niet zoals gepland door verschillende problemen. De regisseur is een vijftiger die kampt met relatieproblemen, zijn coproducent staat op de rand van het faillissement en er is ook onenigheid met de hoofdactrice die de politieke film meer als een liefdesverhaal ziet. Het lijkt wel alsof iedereen tegen hem samenspant en wil hij kunnen blijven filmen zal hij actie moeten ondernemen. 

## Rolverdeling
| Acteur           | Personage |
| ---------------- | --------- |
| Nanni Moretti    | Giovanni  |
| Margherita Buy   | Paola     |
| Silvio Orlando   | Ennio     |
| Mathieu Amalric  | Pierre    |
| Barbora Bobulova | Vera      |

## Productie
Il sol dell'avvenire werd geselecteerd voor de officiële competitie van het Filmfestival van Cannes. De film ging in première in de bioscopen in Italië op 20 april 2023, vóór de vertoning in Cannes wat, hoewel zeldzaam, is toegestaan volgens de festivalreglementen.

## Prijzen en nominaties
De belangrijkste:
| Jaar | Prijs                   | Categorie   | Genomineerde(n) | Uitslag     |
| ---- | ----------------------- | ----------- | --------------- | ----------- |
| 2023 | Filmfestival van Cannes | Gouden Palm | Nanni Moretti   | Genomineerd |